# ميزلوسيللين
ميزلوسيللين (بالإنجليزية: Mezlocillin)‏ مضاد حيوي من زمرة البنسلينات. في الولايات المتحدة، يستعمل كعامل من عوامل الوقاية الجراحية وكذلك عدوى المسالك البولية.

## الاستعمال الطبي
علاج الأمراض الناجمة عن العصيات سلبية الغرام الهوائية (مثل الكلبسيلا والمتقلبات والإشيريشيا كولاي والإنتيرباكتر والزوائف الزنجارية والمنشارية) والتي تشمل الجلد والتراكيب الجلدية والعظام والمفاصل والجهاز التنفسي والبولي والهضمي، وعلاج تجرثم الدم.

## آليته
يتدخل في عملية تركيب الجدار الخلوي الجرثومي خلال مرحلة التكاثر الفعال، الأمر الذي يؤدي لتخرب هذا الجدار وبالتالي موت الجرثوم.

## الحرائك الدوائية
- الامتصاص:63% يلي حقنه عضلياً.
- التوزع: ينتشر إلى الصفراء والقلب والسائل البريتواني والقشع والعظام، ولا يعبر الحاجز الوعائي الدماغي ما لم تكن السحايا ملتهبة، ويعبر المشيمة وينتشر إلى حليب الثدي بتراكيز منخفضة.
- الارتباط البروتيني: 30%.
- الاستقلاب:خفيف.
- العمر النصفي:

1. <7أيام: 3.7-4.4 ساعة
2. >7أيام: 2.5ساعة
3. الأطفال 2-19سنة: 0.9ساعة
4. البالغين: 50-70دقيقة

- يصل تركيزه المصلي لذروته خلال 45-75 دقيقة من حقنه عضلياً، وخلال 5دقائق من تسريبه وريدياً.
- الإطراح: يطرح بشكل رئيسي غير متبدل مع البول ويطرح مع الصفراء أيضاً.

## الحمل
- ينتمي لأدوية المجموعة B

## مضادات الاستطباب
- فرط الحساسية له أو لأحد مكوناته أو لأحد الصادات التي تنتمي لزمرة البنسلينات.

## الآثار الجانبية
- تحدث بنسبة 1-10%:
- هضمية: غثيان، إسهال.

- تحدث بنسبة تقل عن 1%:
- عصبية مركزية: اختلاجات، صداع، دوام، حمى.
- جلدية: طفح، التهاب الجلد التقشري.
- غدية واستقلابية: فرط صوديوم الدم، نقص البوتاسيوم.
- دموية: فقر دم انحلالي، كثرة الحمضات، قلة الكريات البيض، قلة العدلات، قلة صفيحات، نضوب المحببات، تطاول زمن النزف، إيجابية اختبار كومبس المباشر.
- كبدية: سمية كبدية، ارتفاع تراكيز الخمائر الناقلة للأمين.
- كلوية: التهاب كلية خلالي حاد، بيلة دموية، ارتفاع تركيز نتروجين البولة الدموية وكرياتينين المصل.
- متنوعة: ارتكاسات شبيهة بداء المصل.

## الجرعة
- الرضع والأطفال الخطيرة (حقن عضلي أو وريدي): 200-300 ملغ/كغ/يوم تقسم على 4-6 دفعات، الجرعة القصوى 24غ/يوم.
- البالغين (حقن عضلي أو وريدي):

1. إنتانات السبيل غير المختلط: 1.5-2غ كل 6ساعات.
2. الانتانات الخطيرة: 3-4غ كل 4-6ساعات.

- تعدل جرعته عند المصاب باضطراب الوظيفة الكلوية:

1. تصفية الكرياتينين 10-30 مل/د: يعطى بفواصل 6- 8ساعات.
2. تصفية الكرياتنين أقل من 10مل/د: يعطى بفواصل 8ساعات.
3. يطرح بالديلزة بشكل متوسط (20%/50%)
4. يجب تخفيض جرعته بنسبة 50% عند المريض المصاب باضطراب الوظيفة الكبدية.

## فرط الجرعة
- فرط الحساسية العصبية العضلية (هياج، إهلاس، لا تناسق الحركات، اعتلال دماغي، تخليط واختلاجات) واضطراب التوازن الشاردي (الصوديوم والبوتاسيوم) ولا سيما عند المريض المصاب باضطراب الوظيفة الكلوية.
- يمكن للديلزة الدموية أن تساعد في إزالة هذا الدواء من الدم، أما باقي خطة المعالجة فهي داعمة وأعراضية.

## تحذيرات
1. يجب حقن مستحضره العضلي ضمن كتلة عضلية كبيرة على مدى 12-15 ثانية على الأقل لتخفيف الألم الناتج عنه وبجرعة لا تزيد عن 2غ دفعة واحدة.
2. تعدل جرعته عند مرضى اضطراب الوظيفة الكلوية.
3. يستخدم بحذر عند المريض المصاب بانسداد السبيل الصفراوي أو الذي في سوابقه أرج للسيفالوسبورينات.
4. إذا حدث نزف أثناء استخدامه يجب إيقافه فوراً.

## التداخلات الدوائية
1. يبدي تأثير تآزري عند إشراكه مع الأمينوغلكوزيدات.
2. ينقص معدل تصفيته عند إشاركه مع بروبنسيد.
3. تزداد مدة الحصار العضلي العصبي الناجم عن محضر فيكورونيوم عند إشراكه معه.
4. تزداد خطورة تعرض المريض الذي يتناوله للنزف عند إشراكه مع الهيبارين.

## التداخلات المخبرية
يسبب إيجابية كاذبة بتحري البروتين في البول، ويسبب إيجابية كاذبة لاختبار كومبس.

## المستحضرات الصيدلانية
- بودرة معدة للحقن: 1غ، 2غ، 3غ، 4غ، 20غ.

## الثبات
1. يبقى محلوله المحضر للاستخدام ثابت لمدة 48ساعة بدرجة حرارة الغرفة ولمدة 7أيام عندما يحفظ في البراد ولمدة 28يوم عندما يحفظ في المجمد وبعد إخراجه منه يبقى المحلول المعادة تدفئته ثابت لمدة 7أيام عند حفظه في البراد ولمدة 48ساعة عند حفظه بدرجة حرارة الغرفة.
2. إذا حدث تحوصب أو ترسب عند تبريده يجب وضعه في حمام من الماء الساخن (37م) لمدة 20دقيقة وخضه جيداً قبل استخدامه.
3. يسرب وريدياً بعد تمديده بمحلول سالين الفزيولوجي و ديكستروز 5%.[4]

## وصلات خارجية
- قاعدة بيانات الأمراض (DDB): 30377

- -288358398 في مفكرة المُمارِس العام
- Duke
- Kristof R, Clusmann H, Koehler W, Fink K, Schramm J (1998). "Treatment of accidental high dose intraventricular mezlocillin application by cerebrospinal fluid exchange". J Neurol Neurosurg Psychiatry. ج. 64 ع. 3: 379–81. DOI:10.1136/jnnp.64.3.379. PMC:2170014. PMID:9527154.{{استشهاد بدورية محكمة}}:  صيانة الاستشهاد: أسماء متعددة: قائمة المؤلفين (link)
- McCormick P, Greenslade L, Kibbler C, Chin J, Burroughs A, McIntyre N (1997). "A prospective randomized trial of ceftazidime versus netilmicin plus mezlocillin in the empirical therapy of presumed sepsis in cirrhotic patients". Hepatology. ج. 25 ع. 4: 833–6. DOI:10.1002/hep.510250408. PMID:9096584.{{استشهاد بدورية محكمة}}:  صيانة الاستشهاد: أسماء متعددة: قائمة المؤلفين (link)
- Rohde B, Werner U, Hickstein H, Ehmcke H, Drewelow B (1997). "Pharmacokinetics of mezlocillin and sulbactam under continuous veno-venous hemodialysis (CVVHD) in intensive care patients with acute renal failure". Eur J Clin Pharmacol. ج. 53 ع. 2: 111–5. DOI:10.1007/s002280050347. PMID:9403281.{{استشهاد بدورية محكمة}}:  صيانة الاستشهاد: أسماء متعددة: قائمة المؤلفين (link)